# Ali Akbar Isfahani
Pour les articles homonymes, voir Isfahani.
Ali Akbar Isfahani (persan : علی اکبر معمار اصفهانی), né en 1577 et mort à une date inconnue au XVIIe siècle, est un architecte persan de l'époque safavide.

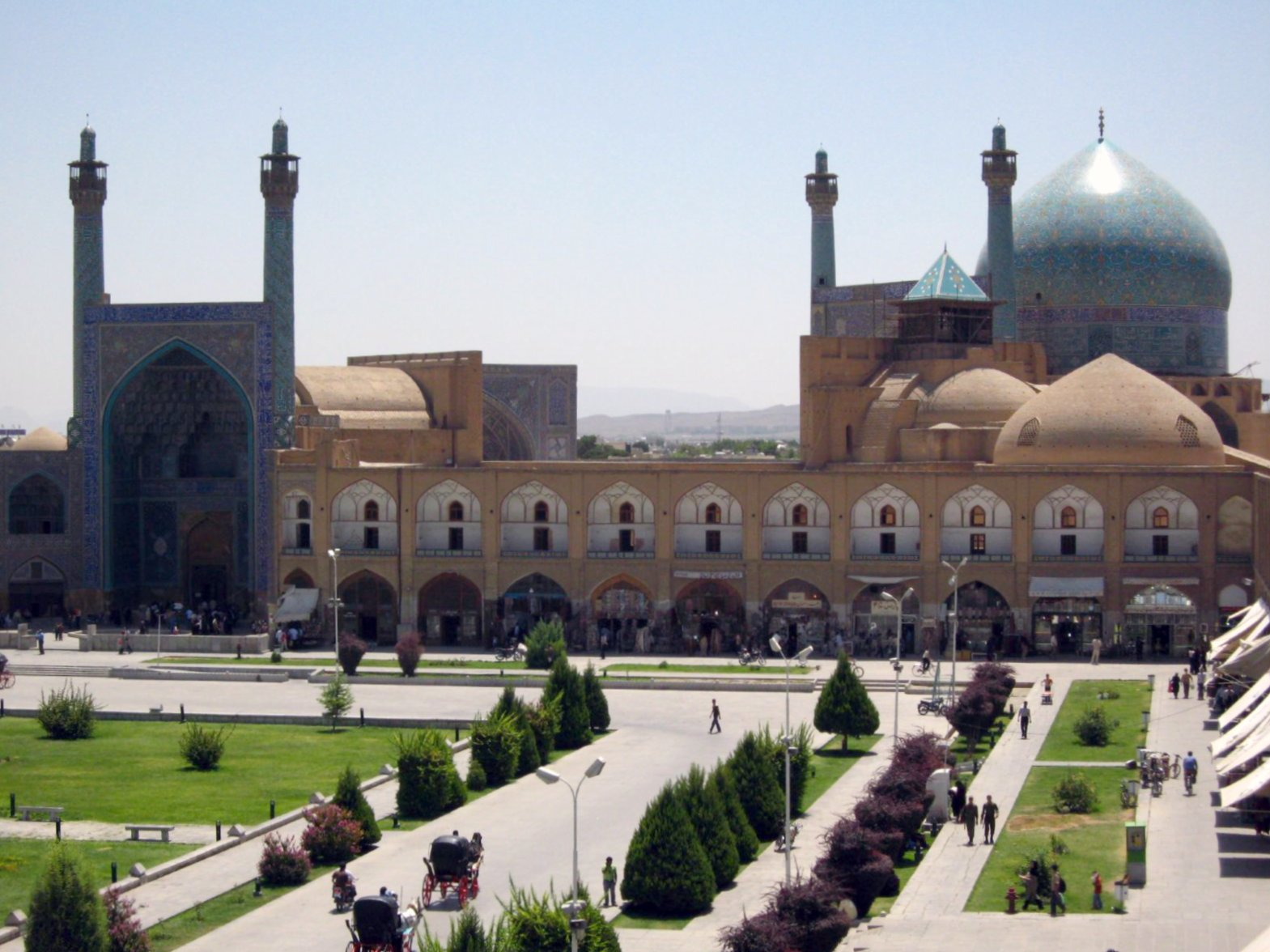
La mosquée du Chah d'Ispahan, œuvre d'Ali Akbar Isfahani.

Il est surtout connu pour la mosquée du Chah commandée par le shah Abbas Ier et construite entre 1611 et 1631. Son nom apparaît dans une inscription dans la mosquée au-dessus de la porte du complexe iwan d'entrée de la mosquée.

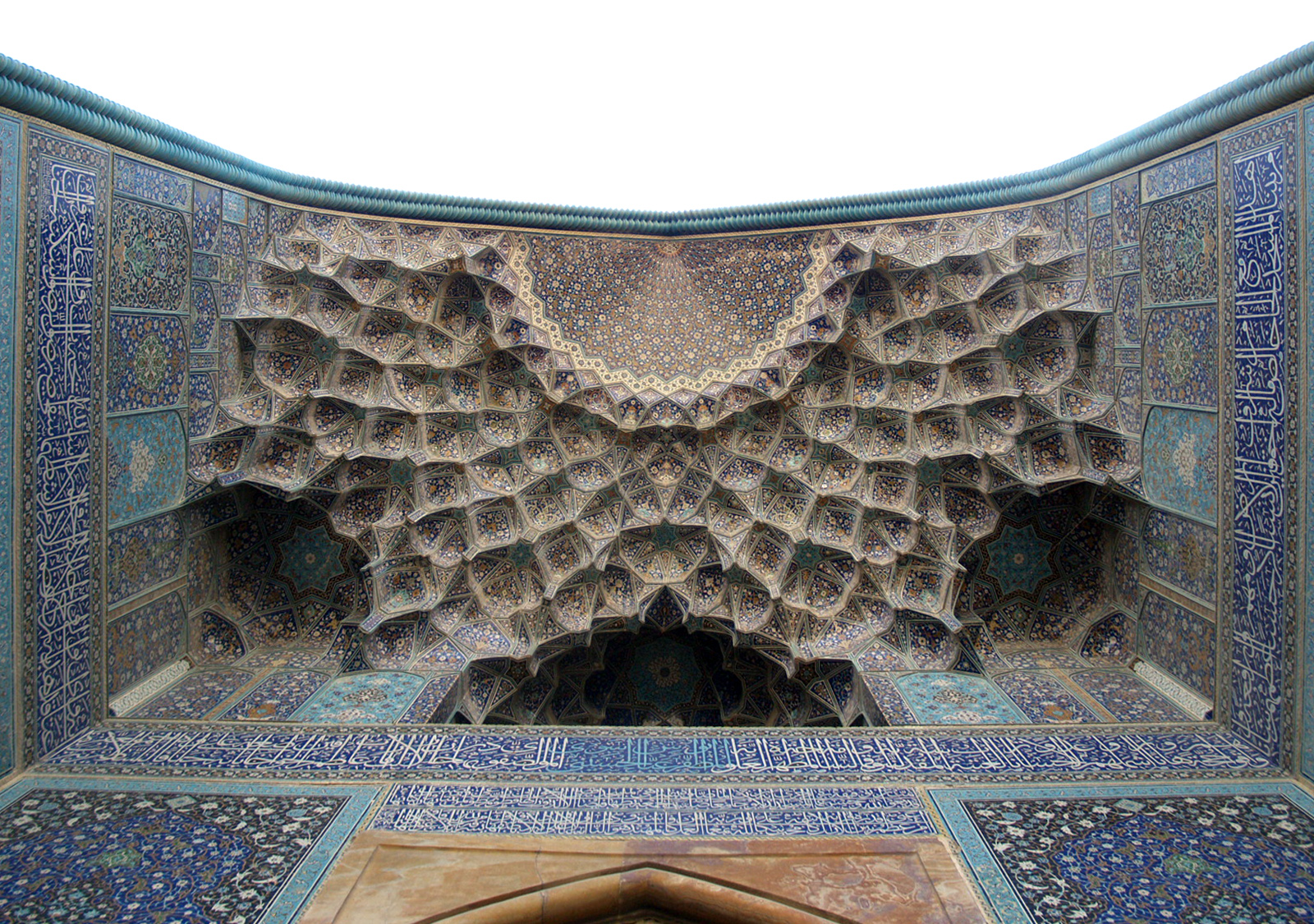
L'entrée de la mosquée du Chah : le nom de l'architecte se détache de la calligraphie en lettres turquoise.

Ali Akbar Isfahani est l'élève de Badi' al-Zaman Yazdi, le grand architecte d'Abbas Ier .